# Lilium formosanum
Lilium formosanum (chinesisch 台灣百合 / 台湾百合, Pinyin Táiwān bǎihé) ist eine Art aus der Gattung der Lilien (Lilium) in der Trompetenlilien-Sektion innerhalb der Familie der Liliengewächse (Liliaceae).

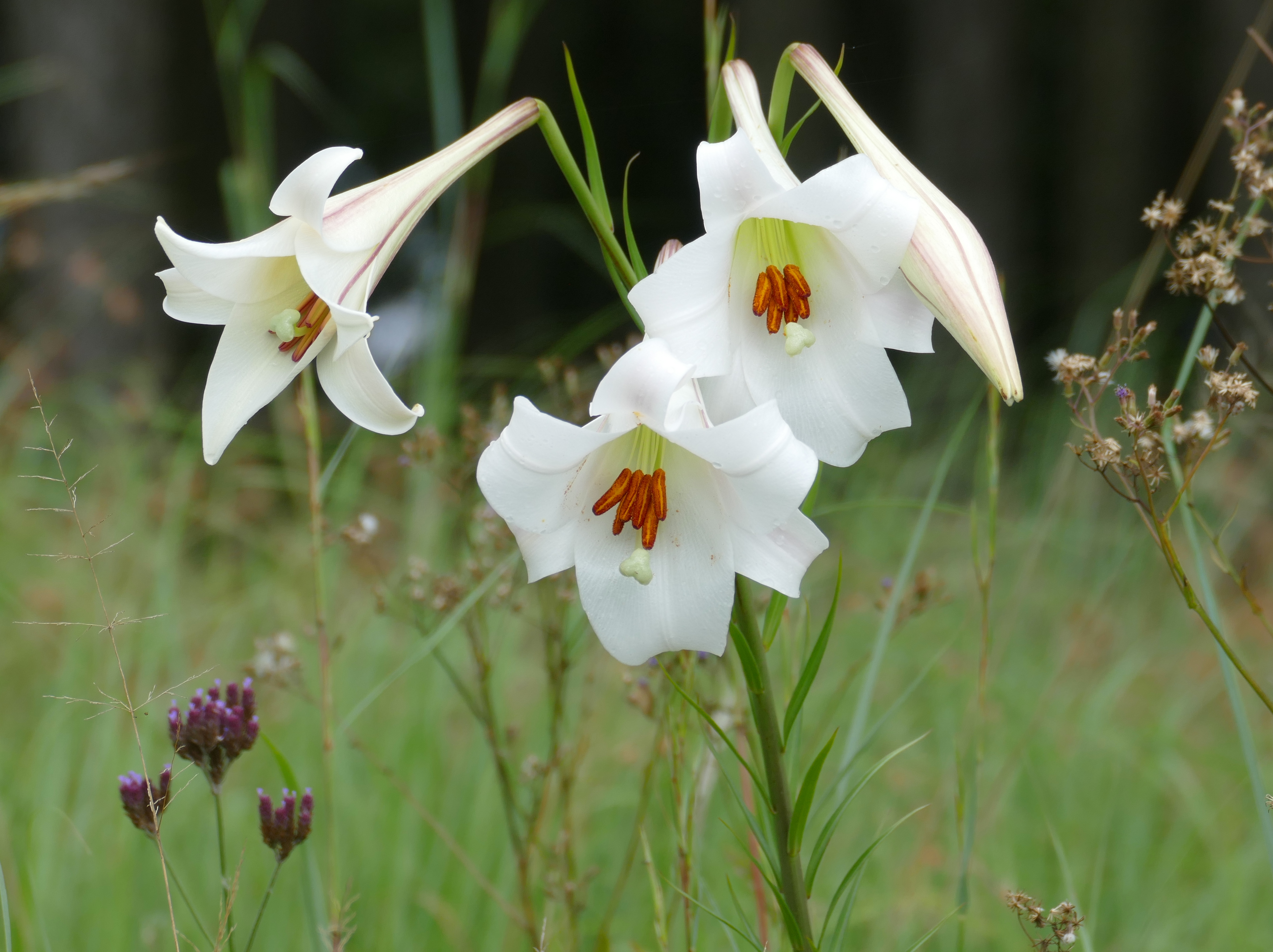
Lilium formosanum

## Beschreibung
Lilium formosanum erreicht eine Wuchshöhe von 120 bis 150 cm. Die Zwiebeln sind klein, rundlich und erreichen einen Durchmesser von etwa 2 bis 4 cm. Sie bestehen aus weißen bis gelblichen lanzettförmigen Schuppen. Der Stängel ist glatt bis papillös und manchmal purpurn überlaufen. Die Laubblätter sind linear oder schmal und lanzettförmig, 2,5 bis 15 cm lang und 4 bis 13 mm breit. Sie sind frei um den Stängel verteilt.
Die Pflanze blüht von Juni bis Dezember mit einer bis fünf duftenden, trichterförmigen Blüten in einer Dolde. Die zwittrigen Blüten sind dreizählig. Die sechs gleichgestalteten Blütenhüllblätter (Tepalen) sind breit spatelig und 11,5 bis 14,5 cm lang. Die Grundfarbe der Blüten ist reinweiß, die Außenseite ist purpurn überlaufen. Jede Blüte enthält drei Fruchtblätter und sechs Staubblätter. Die Antheren sind etwa 10 mm lang, die Pollen sind gelb, die Filamente sind sehr lang, etwa 10 cm. Die Nektarien sind grün und beidseitig papillös. Die Samen reifen in schlanken 7 cm bis 9 cm langen Samenkapseln heran und keimen sofortig-epigäisch.
Die Chromosomenzahl beträgt 2n = 24.

## Verbreitung
Die Pflanze ist auf Taiwan endemisch. Lilium formosanum braucht einen feuchten, aber gut drainierten Boden, am besten gedeiht sie auf Wiesen von Meeresnähe bis zu Höhenlagen von 3500 m NN. Die Zwiebel der Nominatform erträgt Temperaturen bis −3 °C nur kurzfristig.
Naturalisierte Vorkommen existieren in Südafrika, Simbabwe, Malawi, sowie Kenia, Tansania und Madagaskar. Im April 1982 wurde vom polnischen Wissenschaftler Dr. Henryk Mackiewicz im damaligen Zaire an den Virunga-Vulkanen zwischen der Demokratischen Republik Kongo und Burundi etwas nördlich des Tanganjikasees eine Lilie entdeckt, die er als enge Verwandte von Lilium formosanum, aber eigenständige Art einstufte und als Lilium zairii bezeichnete. Weitere Forschungen zwischen 1986 und 2002 sollten diese Annahme zwar untermauern, formal wurde die Art aber nie gültig beschrieben.
Außerhalb Afrikas kommt die Art eingeschleppt vor in Japan, Australien, Neuseeland, Florida, Louisiana und Brasilien vor.
In Australien, Hawaii und Südafrika gilt sie als schädliches Unkraut („noxious weed“).

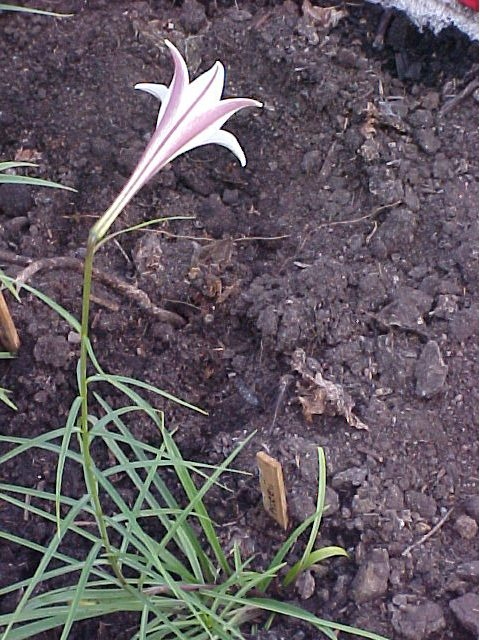
Lilium formosanum var. pricei

## Taxonomie und Systematik
Lilium formosanum wurde 1891 von Alexander Wallace  (1829–1899) in The Garden (London) Band 40, No. 1043, Seite 442 erstbeschrieben.
Man kann folgende Varietäten unterscheiden:
- Lilium formosanum var. formosanum: Sie kommt ursprünglich nur in Taiwan vor.
- Lilium formosanum var. microphyllum T.S.Liu & S.S.Ying im nördlichen Taiwan.

Außerdem gibt es eine Varietät, die von manchen Autoren zu Lilium formosanum var. formosanum gestellt wird:
- Lilium formosanum var. pricei Stoker: alpine Form, Höhe zwischen 45 und 60 cm, eine bis zwei Blüten, winterhart.

## Nutzung
Aus Lilium formosanum sind die Sorten Lilium formosanum 'Prices Variety' und Lilium formosanum 'Little Snow White' ausgelesen worden. Letztere verfügt über eine erhöhte Virusresistenz. Beide Züchtungen sind in Gärten, vor allem in England, verbreitet.